# Huguette Sainson
Huguette Sainson, née Herpin le 22 janvier 1929 à Jouy-le-Potier dans le Loiret et morte le 4 novembre 2011 à Orléans, est une artiste française, dessinatrice et peintre, spécialisée dans le dessin des timbres-poste.

## Biographie
Huguette Sainson est diplômée de l’école des Beaux-Arts d’Orléans, mais également de l’École supérieure de publicité et arts graphiques.
Le premier timbre-poste créé par elle est édité en 1967 à l'occasion des Floralies internationales d'Orléans. Plus de deux cent cinquante autres timbres-poste sont ensuite réalisés par l’artiste, essentiellement pour la France et des pays d’Afrique francophone.
On estime à plus de mille, le nombre de cartes-postales, affiches, tableaux, publicités et illustrations d'enveloppes créés par la graphiste.
Elle a également réalisé un nombre important de dessins dont un célèbre portrait du Général de Gaulle, réalisé en sanguine, repris sur de nombreux documents, ainsi que ceux de nombreux autres personnages historiques tels que Louise Michel, Jean Zay, Danielle Casanova, Jules Ferry, Raoul Follereau, Théophraste Renaudot et Émile de Girardin.
Ses timbres ont été édités à des millions d'exemplaires.
Parmi ses dernières réalisations, après  que le 9 mars 1983, l'administration des PTT émet un timbre-poste à l’effigie  de  Danielle Casanova dans le cadre d'un « Hommage à la femme » à l'occasion de la Journée internationale des femmes,  timbre dessinée par Huguette Sainson et gravé par Georges Bétemps, son timbre de 1995  est dédié à la Grande Loge féminine de France.
L’artiste a remporté le Grand prix de l’art philatélique des treize nations africaines et elle est nommée chevalier de la Légion d’honneur le 1er janvier 2009.

## Collections
- Musée de la poste, Maquettes et dessins Charles de Gaulle[3] ; Jules Ferry Timbre « Jules Ferry, Centenaire de l’école publique », dessiné par H. Sainson et gravé par C. Guillame[6] ; Louise Michel[4].

## Publications
- Stéphane Sainson, Huguette SAINSON Orléans au temps de la Publicité et des Relations Publiques, Orléans, Autre Chose Autrement, 2024, 367 p. (ISBN 978-2-487290-00-6)
- Répertoire d'illustrations artistiques de timbres-poste, cartes postales et enveloppes : 750 documents réalisés de 1959 à 2009.CREATIONS GRAPHIQUES, Saint-Denis-en-Val, Cercle des cartophiles du Loiret, 2009, 168 p. (ISBN 2-9517617-5-9)
- « Conversation avec Huguette Sainson », Jean-François Decaux, Timbres magazine, N° 93, septembre 2008, p. 22-24.

## Distinctions
- Chevalier de la Légion d'honneur
- Chevalier de l'ordre du Mérite agricole

## Sources
- Pierre Jullien, « Huguette Sainson, une pionnière de la philatélie au féminin, disparaît », Le Monde,‎ 1er janvier 2012 (lire en ligne).
- « L'artiste Huguette Sainson nous a quittés... », sur le site artdutimbregrave, 13 novembre 2011.
- « Listage de timbres : Huguette Sainson », sur phil-ouest.com.
- « PHILATÉLIE L'année de Gaulle », Le Monde,‎ 10 février 1990 (lire en ligne).
- « Huguette Sainson », sur Timbres de France
- « Huguette Sainson nous a quittés… »(Archive.org • Wikiwix • Archive.is • Google • Que faire ?), sur le site du Musée de la Poste, 12 novembre 2011